# João Falberto
D. João Falberto (? - 1233) foi um Bispo de Lisboa.

## Biografia
Pouco se sabe da sua vida, excepto que em 1233 D. João Falberto foi eleito bispo de Lisboa, nunca tomando posse da cátedra episcopal, em virtude de ter falecido nesse mesmo ano.